# 마쓰바라촌 (후쿠이현)
마쓰바라촌(松原村)은 후쿠이현 쓰루가군에 설치되었던 촌이다. 현재의 쓰루가시 북서부에 해당한다.

## 역사
- 1889년 4월 1일 - 정촌제 시행에 의해 쓰루가군 마쓰바라촌이 성립하였다.
- 1937년 4월 1일 - 쓰루가정과 합병해 쓰루가시가 성립하였다.

## 참고문헌
- 大日本篤農家名鑑編纂所編『大日本篤農家名鑑』大日本篤農家名鑑編纂所、1910年。
- 堀由蔵編『大日本寺院総覧』明治出版社、1916年。
- 人事興信所編『人事興信録 第9版』人事興信所、1931年。
- 『가도카와 일본 지명 대사전 18 福井県』。